# Luleå
Luleå – miasto w północnej Szwecji, ośrodek administracyjny regionu Norrbotten, nad Zatoką Botnicką. Jest siedzibą gminy Luleå. Prawa miejskie uzyskało w 1621 roku. W mieście ma swoją siedzibę uniwersytet technologiczny a także klub hokejowy Luleå HF.

## Gospodarka
W mieście rozwinął się przemysł maszynowy, elektroniczny, informatyczny, metalowy, stoczniowy oraz hutniczy. W mieście znajduje się siedziba Max Burgers AB.

## Transport
W pobliżu miasta znajduje się Port lotniczy Luleå, skąd regularnie odbywają się loty do kilku miast szwedzkich, a także wiele lotów sezonowych. W 2009 port lotniczy obsłużył 954 579 pasażerów.
W mieście znajduje się stacja kolejowa Luleå.
Przez Luleå przebiegają drogi: E4, E10 oraz 97.